# Pronephrium kjellbergii
Pronephrium kjellbergii är en kärrbräkenväxtart som beskrevs av Holtt. Pronephrium kjellbergii ingår i släktet Pronephrium och familjen Thelypteridaceae. Utöver nominatformen finns också underarten P. k. eglandulosum.